# Бургундија-Франш-Конте
Бургундија-Франш-Конте је нови административни регион који је формиран 1. јануара 2016. спајањем региона: Бургундија (или Бургоња) и Франш-Конте. Регион обухвата 47.784 km² и у њему живи 2.816.814 становника.
Највећи град региона је Дижон у коме се налази извршна власт региона. Други по величини је Безансон у коме засједа савјет региона.